# Eva Kotchever
Eva Kotchever, nota anche come Eve Addams, nata Chawa Zloczower (Mława, 15 giugno 1891 – Auschwitz, 17 dicembre 1943), è stata una scrittrice e attivista polacca.
È nota per aver aperto il primo club lesbico a New York, chiamato Eve's Hangout.

## Biografia
Chawa Zloczower nacque nel 1891 in Polonia. Emigrò a New York negli anni '20 con il nome di Eva Kotchever.
Nel 1925 aprì un club chiamato Eve's Hangout, noto anche come Eve Addams' Tearoom, nel Greenwich Village. All'esterno del locale si dice che un cartello riportasse la scritta: Gli uomini sono ammessi, ma non benvenuti.
Il 19 giugno 1926, durante un raid nel locale, la polizia trovò il suo libro di racconti Lesbian Love. Eva Kotchever fu dichiarata colpevole di oscenità e il club fu conseguentemente chiuso dalle autorità. Fu espulsa nel dicembre 1926.
Si rifugiò a Parigi, dove aprì un nuovo club lesbico e una libreria. Supportò anche la Seconda Repubblica Spagnola.
Arrestata nel 1943, fu deportata ad Auschwitz, dove fu assassinata il 17 dicembre.

## Riconoscimenti
New York City le rende omaggio.
La città di Parigi ha intitolato una strada e una scuola in sua memoria nel 18º arrondissement.